# HIM GmbH

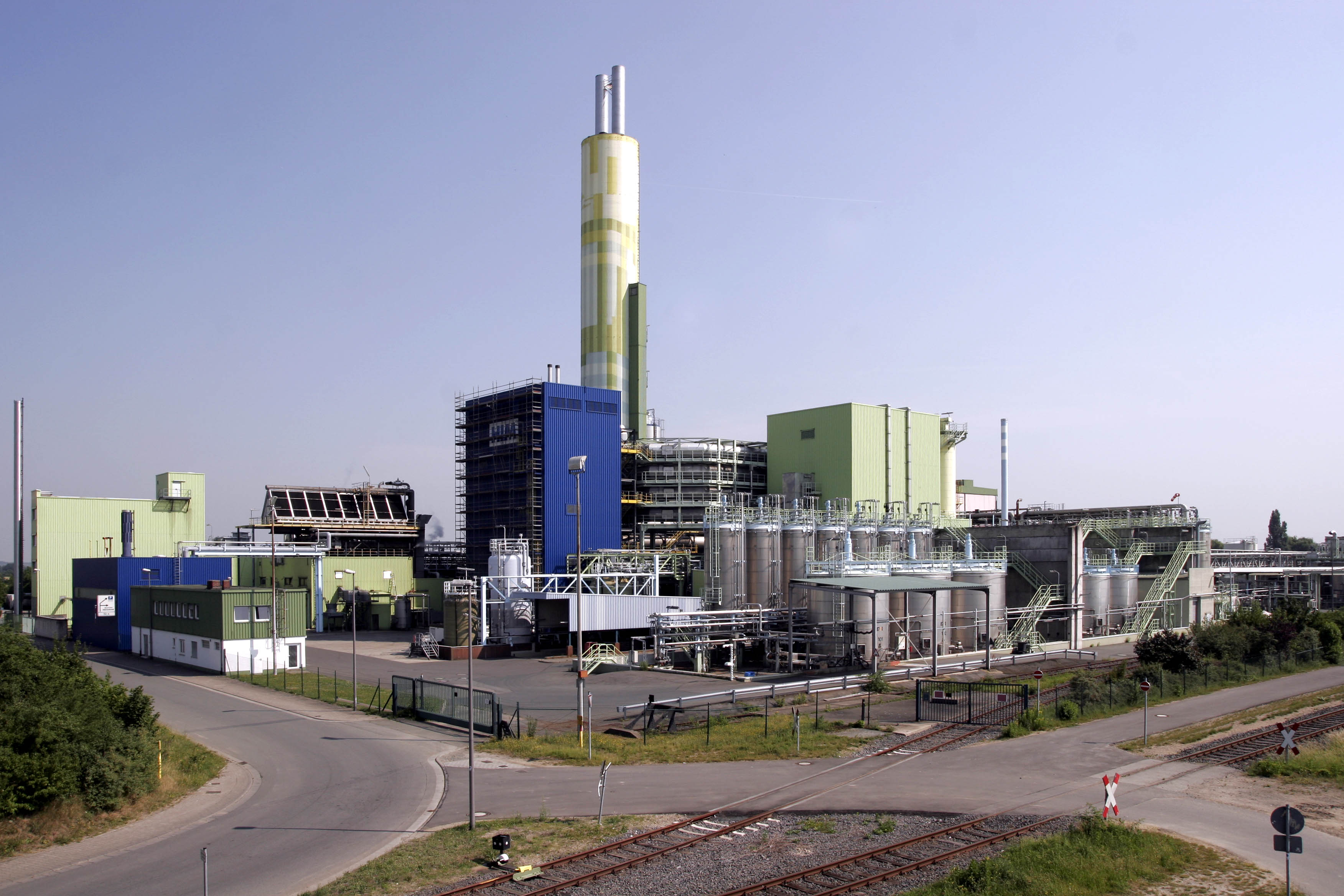
Die HIM GmbH in Biebesheim

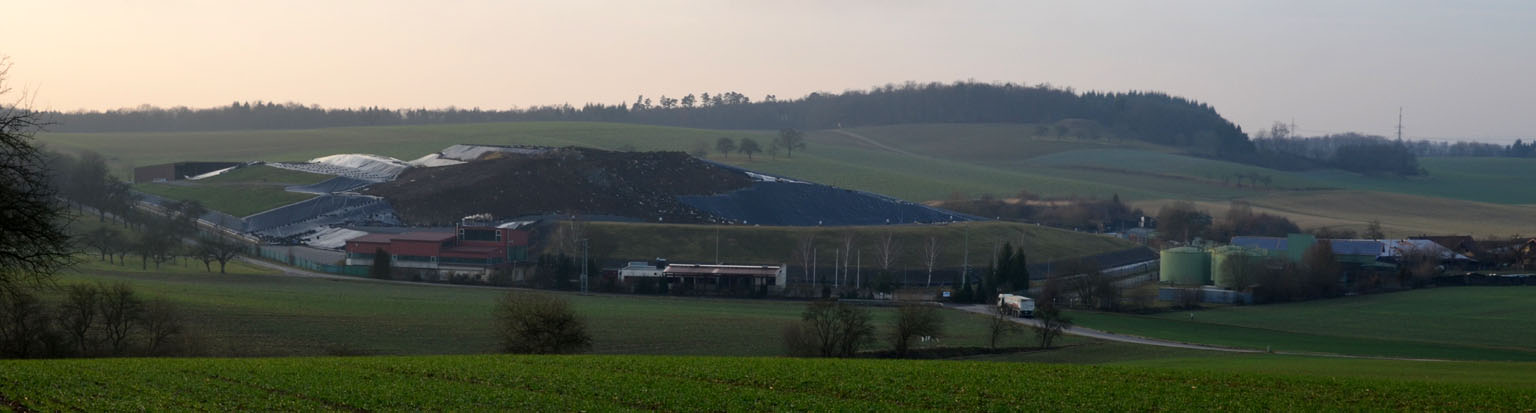
Anlage in Billigheim (Dez. 2011)

Die HIM GmbH (bis 2000: Hessische Industriemüll GmbH) ist ein Unternehmen der Kreislaufwirtschaft mit Sitz in Biebesheim am Rhein im Kreis Groß-Gerau in Hessen. Aufgrund der in Hessen bestehenden Andienungspflicht ist es verantwortlich für die Entsorgung aller in Hessen anfallenden gefährlichen Abfälle, unter anderem aus der industriellen Produktion.

## Geschichte
1975 wurde das Unternehmen als Hessische Industriemüll GmbH gegründet und errichtete 1982 in Biebesheim eine Sonderabfallverbrennungsanlage. Am 6. Mai 1986 kam es aufgrund eines leicht brennbaren Gas-Luft-Gemisches zu einer Explosion in der Anlage. Die Schäden beliefen sich dabei auf mindestens eine Million DM, und der Betrieb musste für mehrere Wochen stillgelegt werden. Von 1994 bis 1997 modernisierte die HIM die Anlage in Biebesheim und erreichte eine Verbrennungsleistung von rund 130.000 t jährlich. Weitere Anlagen zur Entsorgung und Verwertung von Sonderabfällen betreibt die HIM in Kassel, Frankfurt am Main, Stuttgart sowie in Billigheim bei Heilbronn. Darüber hinaus ist die HIM seit 1989 im Auftrag des Landes Hessen in der Sanierung von kontaminierten Altlastengrundstücken tätig.
Seit der Übernahme der Sonderabfallentsorgung Baden-Württemberg GmbH (SBW) mit Anlagen in Stuttgart und Billigheim im Jahr 2000 firmiert das Unternehmen als HIM GmbH. Eigner der HIM waren bis 2006 das Land Hessen (28,05 % bzw. 8.308.493,07 €) und 13 weitere Gesellschafter (unter anderem E.ON Kraftwerke Beteiligungs-GmbH mit 35,22 %, die ebenfalls zu E.ON gehörende EAM Energie AG mit 5,96 % und die aus der Hoechst AG entstandene Infraserv Verwaltungs-GmbH mit 16,31 %).
2006 verkauften das Land Hessen und weitere Gesellschafter ihre Anteile an den Hamburger Finanzinvestor Arcadia. Dieser führte die HIM mit der AVG Abfall-Verwertungs-Gesellschaft mbH (Hamburg) unter einer Holding-Gesellschaft zusammen. Die AVG betreibt eine Sonderabfallverbrennungsanlage in Hamburg-Tiefstack mit einer Jahreskapazität von rund 100.000 t.
Das Unternehmen erwirtschaftete 2007 mit ca. 352 Mitarbeitern einen Umsatz von knapp 100 Millionen Euro.
Am 1. August 2008 wurde die SAV-Beteiligungs GmbH, zu der die HIM GmbH gehörte, an die belgische Indaver-Gruppe mit Sitz in Mechelen (51 %) und an den niederländischen NIBC European Infrastructure Fund (49 %) verkauft. Über den Kaufpreis machten die beteiligten Parteien, der bisherige SAV-Eigentümer, der Hamburger Finanzinvestor Arcadia und die E.ON Kraftwerke GmbH, keine Angaben.

## Beteiligungen
In Ergänzung und vor allem zur Unterstützung der eigenen Betätigung hält die HIM Beteiligungen an folgenden Gesellschaften: Frassur GmbH, Frankfurt am Main, GVS Gesellschaft für die Verwertung von Sonderabfällen mbH & Co KG, Mannheim, GVS Verwaltungsgesellschaft
für die Verwertung von Sonderabfällen mbH, Mannheim, Panse Wetzlar Entsorgung GmbH, Wetzlar und HIMTECH GmbH, Wiesbaden (kein operatives Geschäft mehr).